# Xiaoyi
Xiaoyi (孝义) is een stad in de prefectuur Luliang in de provincie Shanxi in China. 
Xiaoyi is ook een arrondissement en heeft 430.000 inwoners. Er is de Xiaoyi heropvoeding door werk in Xiaoyi. 